# Winter Wonderland
"Winter Wonderland" er en amerikansk vintersang, ofte regnet som en julesang, skrevet i 1934 af tekstforfatteren Richard B. Smith og komponisten Felix Bernard. Sangen blev indspillet samme år og blev øjeblikkeligt et hit. Denne status har holdt sig, og sangen er indspillet i over 200 versioner.

## Tilblivelse
Tekstforfatteren Richard B. Smith stammede fra Honesdale (Pennsylvania), og han var indlagt på et sanatorium med tuberkulose. Her blev han inspireret af sneen, der lå i parken, og han skrev et digt om det. Hans ven, musikeren Felix Bernard, så digtet og skrev en melodi til det.
Sangen blev første gang indspillet af orkesterlederen Richard Himber og hans orkester samme år. Samme år fik Guy Lombardos orkester et hit med sangen, der nåede andenpladsen på Billboard-hitlisten.
Det er usikkert, om Smith nåede at høre indspilninger af sin sang, idet han døde af sin sygdom i 1935.

## Elvis Presleys indspilning
Elvis Presley indspillede sin version af sangen 16. maj 1971 i RCA Studio B. Den blev udgivet i oktober samme år på albummet Elvis Sings the Wonderful World of Christmas.

## Andre indspilninger
- Frank Sinatra
- Dean Martin
- Ella Fitzgerald
- Bing Crosby
- Doris Day
- Lena Horne
- Dolly Parton
- Eurythmics
- Kenny Rogers
- Neil Diamond
- Barry Manilow
- James Taylor
- Bette Midler
- John Travolta og Olivia Newton-John
- Kylie Minogue